# たにがわ (列車)
たにがわは、東日本旅客鉄道（JR東日本）が上越新幹線の東京駅 - 高崎駅・越後湯沢駅間で運行している特別急行列車の愛称である。

## 概要
1997年10月1日、上越新幹線の列車運行系統再編に伴い、東京駅 - 新潟駅間の「あさひ」（2002年「とき」に改称）に対し、東京駅・上野駅 - 高崎駅・越後湯沢駅間の区間列車の列車名として設定された。それ以前は、高崎線・上越線を上野駅 - 水上駅間で運行される在来線特急の愛称（漢字の「谷川」）であったが、こちらは同時に「水上」（2002年11月までは列車名に「新特急」を冠した、のちに廃止）に改称されている。
列車名は、群馬県と新潟県の県境に跨り、上越新幹線大清水トンネルの真上にある谷川岳（たにがわだけ）にちなんでいる。
なお、かつて存在した2階建車両（E1系・E4系）を使用する列車は「Maxたにがわ」の名称で運行されていた。

## 運行概況
定期列車は、東京駅 - 越後湯沢駅間に9往復、東京駅 - 高崎駅間に3往復が運転されている。また、ガーラ湯沢駅始発・終着の臨時「たにがわ」は、上野駅・大宮駅・（高崎駅）・越後湯沢駅のみ停車の列車も存在する（2016年冬の「たにがわ/Maxたにがわ71、73、75、79号」など）。本庄早稲田駅開業からしばらくの間、定期列車においても一部途中駅を通過する「たにがわ」も設定されていた。また2020年3月14日実施のダイヤ改正で前述の高崎発上野行きのうち「たにがわ472号」には、本庄早稲田駅のみ通過する形で設定された。
高崎駅発着の「たにがわ」は、通勤・通学列車の性格が強く、基本的にラッシュ時のみ運転されている。
2004年8月16日から一時期、繁忙期のUターンラッシュピーク日などには新潟発上野・東京行きで運転する臨時「Maxたにがわ」が運行された。この列車は、新潟駅を直後に発車する後続の「Maxとき」と高崎駅で連結を行っていた。ただし、下り列車で同様な列車の運転実績はない。
2007年3月18日より全車両禁煙となった。
2013年3月16日より、高崎駅・越後湯沢駅で連結・切り離しを行う16両編成の「Maxとき」について、高崎駅・越後湯沢駅発着の編成を「Maxたにがわ」とし、新潟駅発着の編成を「Maxとき」とすることとなった。
車内販売は東京駅・越後湯沢駅をそれぞれ9時 - 19時の間に発車する列車のみ営業していたが、2015年3月13日をもって終了した。
2021年10月1日にE4系が撤退し、二階建車両で運行される「Maxたにがわ」が廃止された。

### ガーラ湯沢延長運転
ガーラ湯沢スキー場の冬季営業期間中は、越後湯沢の隣のガーラ湯沢駅まで延長運転する列車もある（スキー場の夏季営業期間は回送扱い）。延長区間は在来線特急扱いで特急料金不要の特例もないため、乗車する場合は乗車券のほかに特急料金100円が必要となる。この区間のみの指定券は発売されないほか、普通列車用の企画乗車券である青春18きっぷや北海道&東日本パスでの乗車はできない。
延長運転の本数はそれほど多くはなく、下りは朝8時台が3本を除いて1時間に1本程度で、12時台の便以降は最終である18時台の越後湯沢駅発まで6時間程度運行されない。上りは始発から15時台の2本以外は、1時間1本程度の運行で、2時間ほど運転間隔が空く時間帯もあり、19時台のガーラ湯沢駅発で終了する。ただし、土休日等の多客期には複数の臨時列車が設定されるため、これより本数が多くなる。
このほか、2015年3月14日のダイヤ改正でデータイムの「たにがわ」が運転されなくなったため、2015 - 2016年シーズンと2016 - 2017年シーズンについては、越後湯沢駅 - ガーラ湯沢駅間のみを運転する列車が設定されていた。開業当初はこの区間内のみを走る「シャトル・ガーラ」が運転されており、最盛期の1992 - 1993年シーズンは下り12本、上り13本が運転された。しかし、この区間に並行する形で無料のシャトルバスが頻繁に運転されていたため利用客は多くなく、さらに東京方面からの直通列車も増えたことから、1994 - 1995年シーズンを最後に運転されなくなったものである。号数は200号台が割り当てられ、全車自由席でグリーン車は閉鎖されていた。2017 - 2018年シーズン以降はこのような区間列車の運転は行われなくなり、当該の時間帯は越後湯沢駅からのシャトルバス等によるアクセスとなる。
また臨時列車では、「Maxとき311号」と併結する「Maxたにがわ311号」、「Maxとき338号」と併結する「Maxたにがわ338号」（いずれも東京駅 - ガーラ湯沢駅間で運行）のような、越後湯沢駅で分割・併合を行う列車も設定されていた。

### 停車駅
| 号数        | 運行本数＼駅     | 東京駅 | 上野駅 | 大宮駅 | 熊谷駅 | 本庄早稲田駅 | 高崎駅 | 上毛高原駅 | 越後湯沢駅 | 備考                                      |
| ----------- | ---------------- | ------ | ------ | ------ | ------ | ------------ | ------ | ---------- | ---------- | ----------------------------------------- |
| 400 - 417号 | 下り8本／上り8本 | ●      | ●      | ●      | ●      | ●            | ●      | ●          | ●          |                                           |
| 470 - 477号 | 下り3本／上り3本 | ●      | ●      | ●      | ●      | ●            | ●      |            |            | 下り1本は休日運休 上り2本は土曜・休日運休 |
| 470 - 477号 | 上り1本          | ●      | ●      | ●      | ●      | ←            | ●      |            |            | たにがわ472号                             |

凡例
- ●：停車
- ← －：通過

### 使用車両・編成
JR東日本は新幹線の線区別に使用車両を統一する方針であり、上越新幹線はE7系に統一されている。
「たにがわ」はE7系12両編成で運行されている。グランクラスの営業も行われるが、専任アテンダントによる車内サービスはなく、座席のみの営業となる。2012年9月28日まではE1系、2013年3月15日までは200系、2021年10月1日まではE4系、2023年3月17日まではE2系も使用されていた。

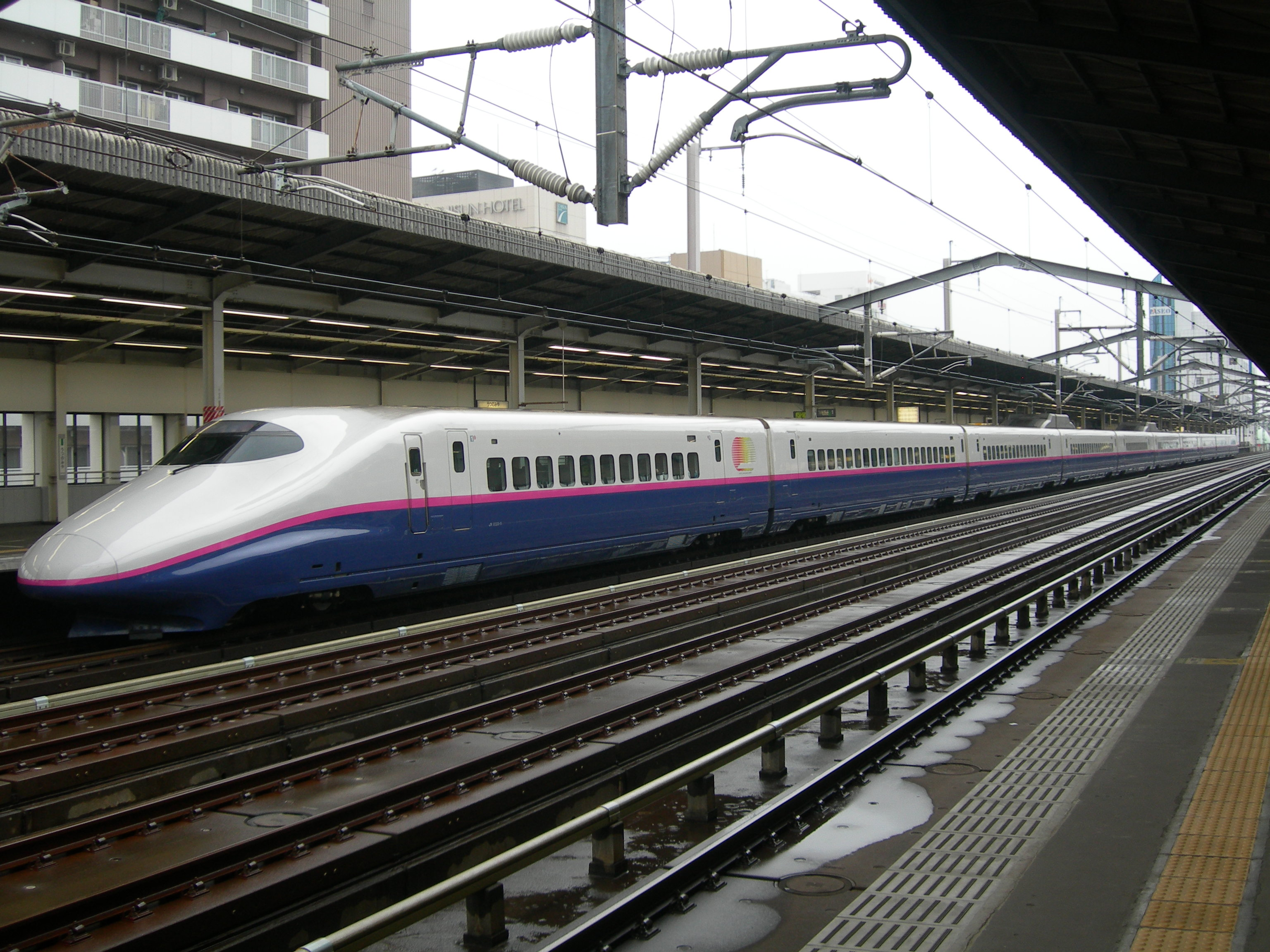
E2系
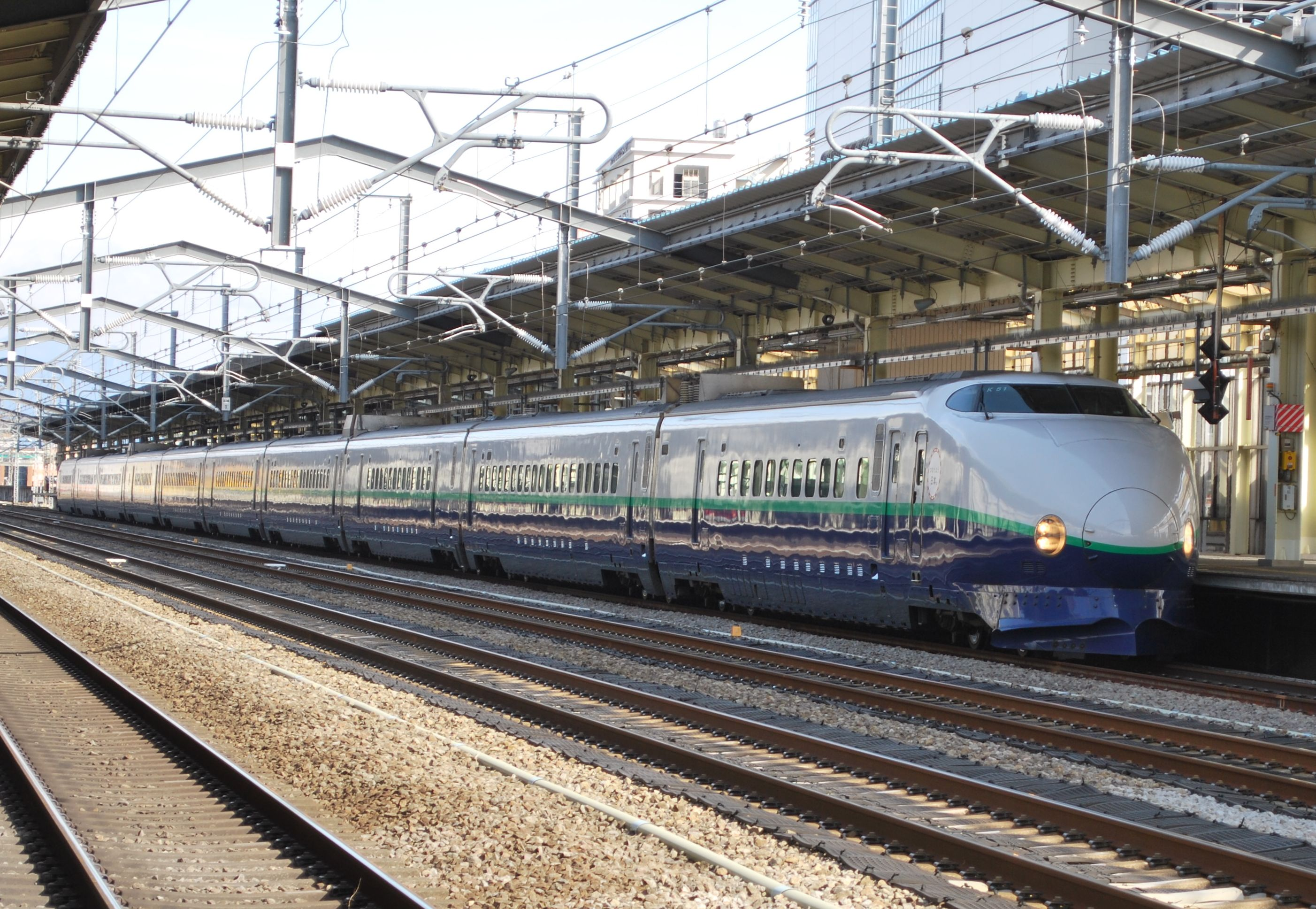
200系
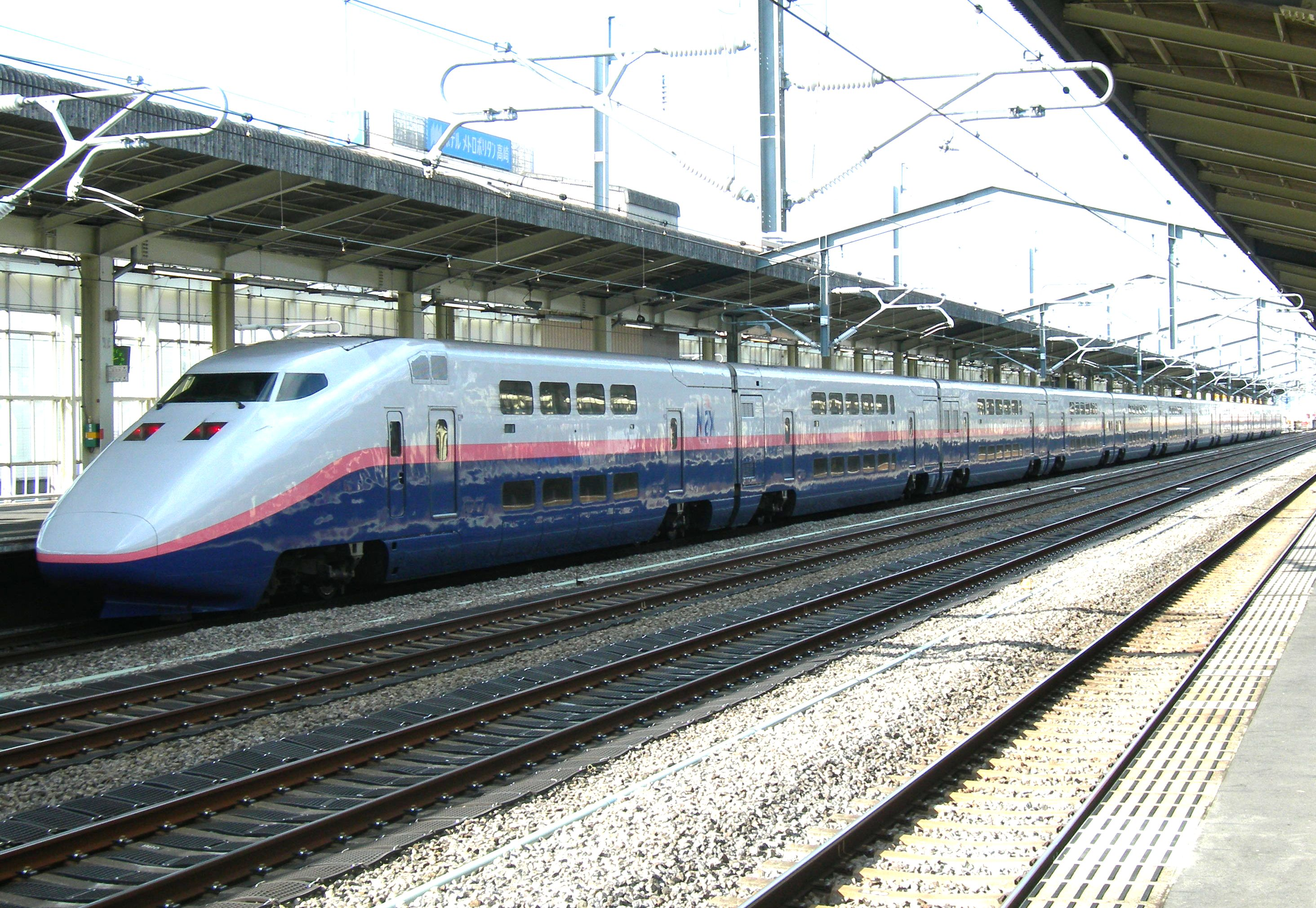
E1系
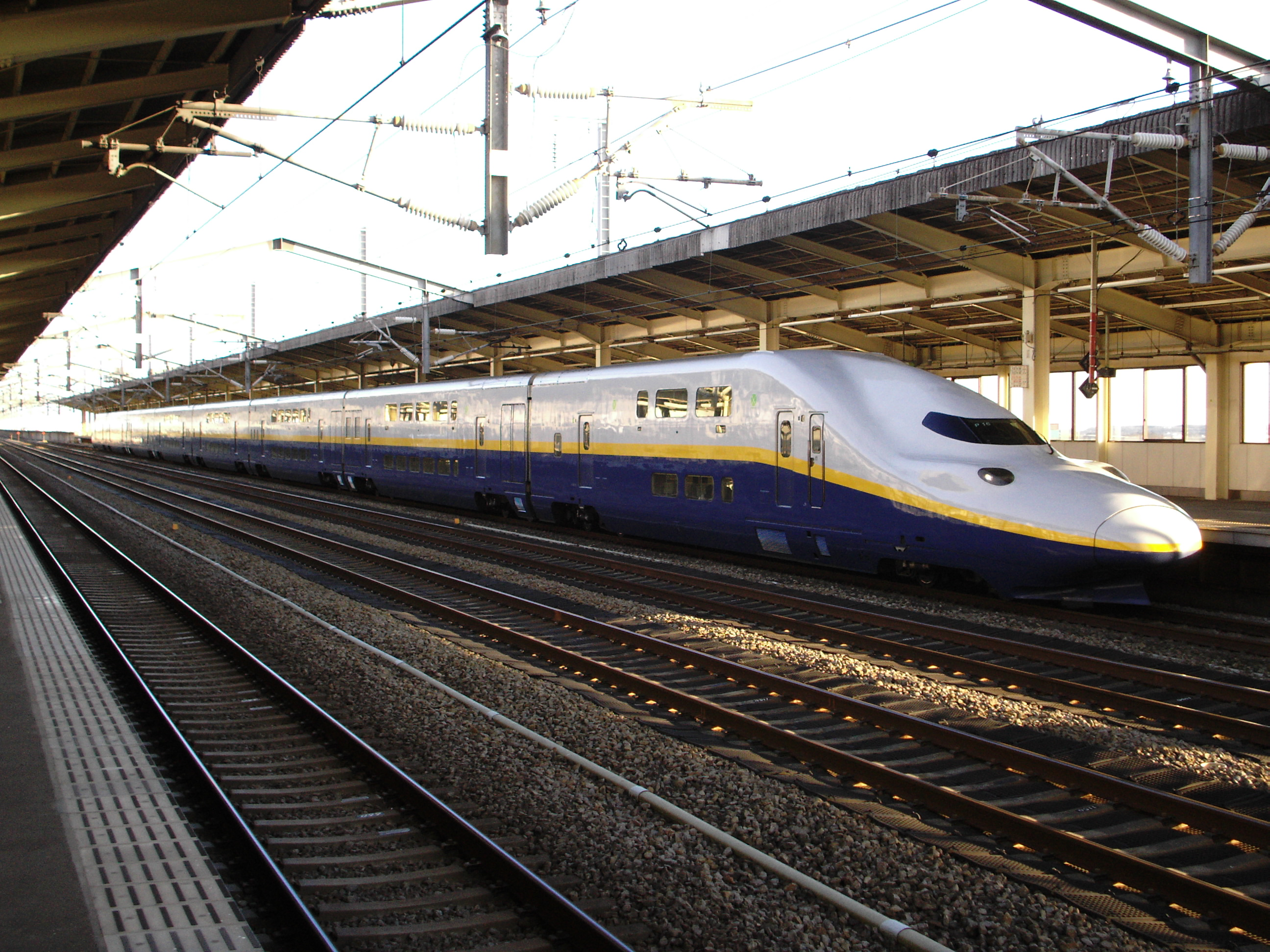
E4系（旧塗装）
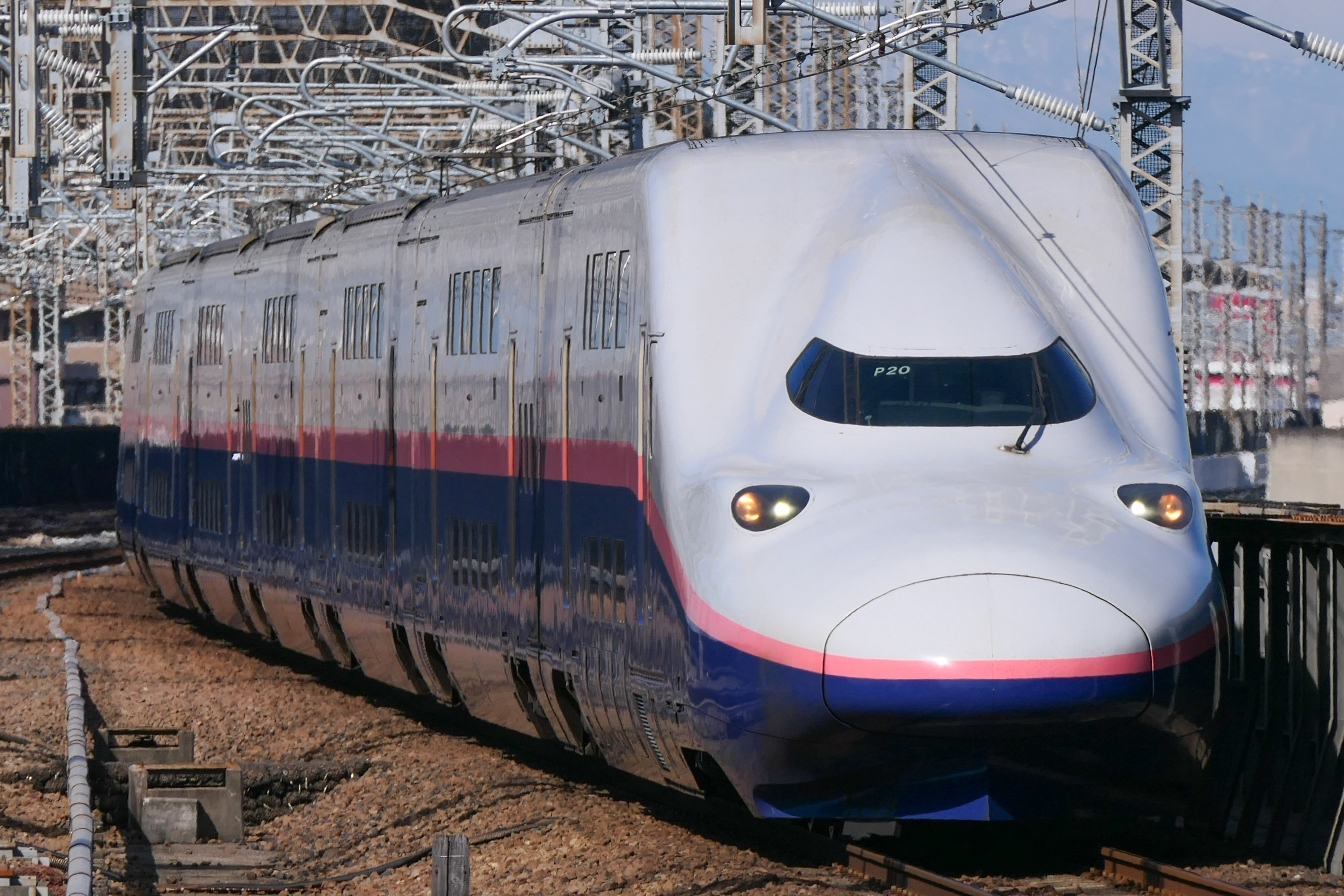
E4系（新塗装）

## 沿革
- 1982年（昭和57年）11月15日：上越新幹線が開業。列車名は速達タイプが「あさひ」、各駅停車タイプが「とき」。
- 1994年（平成6年）7月15日：E1系（Max）営業運転開始。「Maxあさひ」・「Maxとき」新設。
- 1997年（平成9年）10月1日：東北・上越新幹線の列車名を運転区間別とする列車名の再編が行われ、東京駅・越後湯沢駅 - 新潟駅間の列車がすべて「あさひ」、東京駅 - 高崎駅・越後湯沢駅間の列車がすべて「たにがわ」とされる[1]。
- 2001年（平成13年）5月7日：E4系による運用を開始（初列車は「Maxたにがわ474号）[6]。
- 2002年（平成14年）12月1日：E2系による運用を開始。
- 2004年（平成16年）
  - 3月13日：上越新幹線からE2系が撤退。
  - 10月23日：この日発生した新潟県中越地震により運休。
  - 12月28日：臨時ダイヤで復旧。当分の間、被災区間では徐行運転を行い、安全が確認された後に通常ダイヤに復帰した。
- 2007年（平成19年）3月18日：上越新幹線の全列車が禁煙となる。
- 2012年（平成24年）9月29日：「Maxたにがわ」の使用車両をE4系に統一し、E1系が運用から撤退。
- 2013年（平成25年）
  - 1月26日：上越新幹線でのE2系の運用を再開し、200系の「たにがわ」の一部をE2系に置き換え。
  - 3月16日：200系が運用から撤退。越後湯沢駅または高崎駅で分割・併合する越後湯沢駅発着の列車名を「Maxとき」から「Maxたにがわ」へ改称。これにより「Maxたにがわ」の定期列車において一部の駅を通過する列車が設定された[7]。
- 2015年（平成27年）3月14日：北陸新幹線金沢延伸に伴うダイヤ改正により「たにがわ」は大幅に減便され、東京駅 - 越後湯沢駅間が9往復、東京駅 - 高崎駅間が3往復となる。また、車内販売を終了[8]。
- 2019年（平成31年）3月16日：E7系の運用を開始。グランクラスが営業開始。
- 2020年（令和2年）
  - 3月14日：上野駅 - 高崎駅間で1往復を増発（上りは土休日運休）[9]。
  - 4月8日：JR東日本が、新型コロナウイルス感染症（COVID-19）の感染拡大防止のため、同年4月9日 - 5月31日まで、車内販売およびグランクラスの指定席の発売および「たにがわ」のグランクラスの営業を中止することを発表[10]。
  - 4月14日：JR東日本が、新型コロナウイルス感染症（COVID-19）の感染拡大防止のため、同年6月1日 - 6月30日まで、グランクラスの指定席発売を見合わせることを発表[11]。
  - 4月27日：JR東日本が、新型コロナウイルス感染症（COVID-19）の感染拡大の影響により、同年5月28日以降の全列車の指定席発売を見合わせることを発表[12]。
  - 5月13日 : JR東日本が、新型コロナウイルス感染症（COVID-19）の感染拡大防止により以下の運転計画および措置の実施を発表。
    - 同年5月21日以降、同年5月28日以降の列車の指定席発売を再開[13]。
    - 同年7月1日以降、当面の間のグランクラスの指定席発売を見合わせることを発表[14]。
    - 利用客の減少に伴い、同年5月28日以降の定期列車の一部を運休し、臨時ダイヤによる運行を実施。

  - 5月22日：JR東日本が、国の緊急事態宣言が解除されたことを理由に、同年5月28日以降に計画していた臨時ダイヤによる運行の実施を取りやめ、定期列車の運行を継続することを発表[15]。ただし、グランクラスのサービス中止は当面の間継続[15]。
  - 7月1日：グランクラスの営業サービスを再開[16]。
- 2021年（令和3年）
  - 1月16日：JR東日本が、新型コロナウイルス感染症（COVID-19）の感染拡大防止のため、同日より当面の間、車内販売の中止、グランクラス指定席発売および「たにがわ」のグランクラスの営業を中止することを発表[17]。
  - 3月13日：ダイヤ改正により次の通りに変更[18]。
    - 新たに「たにがわ」2往復にE7系を投入。
    - 上野駅 - 大宮駅間 （埼玉県内のみ） の最高速度を110 km/hから130 km/hに引き上げ、所要時間を短縮。
    - 高崎発上野行きの「たにがわ」472号を東京行きに変更し、土休日も運行。
    - 利用客の減少に伴い、上野発高崎行きの「たにがわ」473号を土休日運休に変更。

  - 10月1日：E4系が定期運行から撤退。「Maxたにがわ」の運行が終了。
  - 10月2日：新たに「たにがわ」2.5往復にE7系を投入。列車名を「たにがわ」に統一。
- 2022年（令和4年）3月12日：東京駅 - 越後湯沢駅間の1往復を廃止または臨時列車とし、上野発高崎行きの1本を臨時列車に、高崎発東京行きの1本を土休日運休とする[19]。
- 2023年（令和5年）3月18日：E2系が定期運行から撤退。最高速度を275km/hに引き上げる[20]。